# Philodromus auricomus
Philodromus auricomus är en spindelart som beskrevs av Ludwig Carl Christian Koch 1878. Philodromus auricomus ingår i släktet Philodromus och familjen snabblöparspindlar. Inga underarter finns listade i Catalogue of Life.